# Ryan O'Reilly
Ryan O'Reilly, född 7 februari 1991, är en kanadensisk professionell ishockeycenter och assisterande kapten för Nashville Predators i National Hockey League (NHL). Han har tidigare spelat för Colorado Avalanche, Buffalo Sabres, St. Louis Blues och Toronto Maple Leafs i NHL. O'Reilly draftades som 33:e totalt vid NHL Entry Draft 2009 av Avalanche där han spenderade sex säsonger.
O'Reilly vann Stanley Cup med St. Louis Blues 2019  och blev också tilldelad Conn Smythe Trophy som Stanley Cup-slutspelets mest värdefulla spelare. Han vann även Selke Trophy som grundseriens mest defensivt skickliga forward för säsongen 2018–19.

## Spelarkarriär
Ryan O'Reilly startade sin karriär i OHL. Han gjorde två starka säsonger, med 118 poäng på 129 matcher.
O'Reilly draftades 33:e totalt i NHL-draften 2009 av Colorado Avalanche.
Han spelade 81 matcher under sin första säsong i NHL 2009-10 och gjorde 26 poäng. Han spelade även 6 matcher i slutspelet 2010 mot San Jose Sharks och gjorde ett mål då Dan Boyle gjorde ett självmål som styrdes på O'Reilly's klubba.
Säsongen 2010-11 fick Ryan ett större ansvar i det defensiva arbetet och spelade ofta boxplay under matcherna. Totalt blev det 74 matcher och lika många poäng som föregående.
O'Reilly's starkaste poängmässiga säsong kom 2011-12. Med ofta spel i samma kedja som Gabriel Landeskog fick Ryan en allt starkare offensiv spelstil. Han blev poängbäst i den interna poängligan med 18 mål och 55 poäng på 81 spelade matcher.
Under NHL-lockuten 2012 skrev O'Reilly på ett kontrakt med KHL-laget Metallurg Magnitogorsk, och eftersom han inte hade något kontrakt med någon NHL-klubb så var det sagt så att Ryan inte skulle få lämna Magnitogorsk när NHL drogs igång igen.
28 februari 2013 kom Calgary Flames med en deal att köpa loss O'Reilly från KHL. Eftersom Ryan senaste spelade för Avalanche hade de fortfarande rättigheterna för honom och fem timmar senare matchade Avalanche budet från Calgary och O'Reilly blev spelklar för Colorado Avalanche säsongen 2012-13.
26 juni 2015 tradades han tillsammans med Jamie McGinn till Buffalo Sabres i utbyte mot Nikita Zadorov, Mikhail Grigorenko, J.T. Compher och ett draftval i NHL-draften 2015.
Den 2 juli samma år stod det klart att O'Reilly signerat ett 7-årskontrakt med Sabres värt $52.5 miljoner dollar. Samma dag presenterades Cal O'Reilly, bror till Ryan, ett tvåårskontrakt med Sabres. O'Reilly valdes därefter omedelbart som assisterande kapten för Buffalo.
Den 1 juli 2018 blev han tradad till St. Louis Blues i utbyte mot Patrik Berglund, Vladimir Sobotka, Tage Thompson, ett draftval i första rundan 2019 och ett draftval i andra rundan 2021.

## Utmärkelser
O'Reilly vann Selke Trophy som grundseriens mest defensivt skickliga forward säsongen 2018–19 och Conn Smythe Trophy som Stanley Cup-slutspelets mest värdefulla spelare säsongen 2018–19 när han vann Stanley Cup med St. Louis Blues.

## Statistik

### Klubbkarriär
| 2005–06    | Huron-Perth Lakers AAA    | AH U16     | 51    | 31  | 40  | 71  | 60  | —  | —  | —  | —  | —  |
| 2006–07    | Toronto Jr. Canadiens AAA | GTHL U16   | 50    | 31  | 43  | 74  | 42  | —  | —  | —  | —  | —  |
| 2006–07    | Toronto Jr. Canadiens     | OPJHL      | 1     | 1   | 0   | 1   | 0   | 4  | 2  | 0  | 2  | 0  |
| 2007–08    | Erie Otters               | OHL        | 61    | 19  | 33  | 52  | 14  | —  | —  | —  | —  | —  |
| 2008–09    | Erie Otters               | OHL        | 68    | 16  | 50  | 66  | 26  | 5  | 0  | 5  | 5  | 2  |
| 2009–10    | Colorado Avalanche        | NHL        | 81    | 8   | 18  | 26  | 18  | 6  | 1  | 0  | 1  | 2  |
| 2010–11    | Colorado Avalanche        | NHL        | 74    | 13  | 13  | 26  | 16  | —  | —  | —  | —  | —  |
| 2011–12    | Colorado Avalanche        | NHL        | 81    | 18  | 37  | 55  | 12  | —  | —  | —  | —  | —  |
| 2012–13    | Metallurg Magnitogorsk    | KHL        | 12    | 5   | 5   | 10  | 2   | —  | —  | —  | —  | —  |
| 2012–13    | Colorado Avalanche        | NHL        | 29    | 6   | 14  | 20  | 4   | —  | —  | —  | —  | —  |
| 2013–14    | Colorado Avalanche        | NHL        | 80    | 28  | 36  | 64  | 2   | 7  | 2  | 4  | 6  | 0  |
| 2014–15    | Colorado Avalanche        | NHL        | 82    | 17  | 38  | 55  | 12  | —  | —  | —  | —  | —  |
| 2015–16    | Buffalo Sabres            | NHL        | 71    | 21  | 39  | 60  | 8   | —  | —  | —  | —  | —  |
| 2016–17    | Buffalo Sabres            | NHL        | 72    | 20  | 35  | 55  | 10  | —  | —  | —  | —  | —  |
| 2017–18    | Buffalo Sabres            | NHL        | 81    | 24  | 37  | 61  | 2   | —  | —  | —  | —  | —  |
| 2018–19    | St. Louis Blues           | NHL        | 82    | 28  | 49  | 77  | 12  | 26 | 8  | 15 | 23 | 4  |
| 2019–20    | St. Louis Blues           | NHL        | 71    | 12  | 49  | 61  | 10  | 9  | 4  | 7  | 11 | 0  |
| 2020–21    | St. Louis Blues           | NHL        | 56    | 24  | 30  | 54  | 18  | 4  | 0  | 3  | 3  | 2  |
| 2021–22    | St. Louis Blues           | NHL        | 78    | 21  | 37  | 58  | 12  | 12 | 7  | 5  | 12 | 2  |
| 2022–23    | St. Louis Blues           | NHL        | 40    | 12  | 7   | 19  | 10  | —  | —  | —  | —  | —  |
| 2022–23    | Toronto Maple Leafs       | NHL        | 13    | 4   | 7   | 11  | 6   | 11 | 3  | 6  | 9  | 5  |
| 2023–24    | Nashville Predators       | NHL        | 82    | 26  | 43  | 69  | 18  | 6  | 1  | 1  | 2  | 0  |
| 2024–25    | Nashville Predators       | NHL        | 79    | 21  | 32  | 53  | 24  | —  | —  | —  | —  | —  |
| NHL totalt | NHL totalt                | NHL totalt | 1 152 | 303 | 521 | 824 | 194 | 81 | 26 | 41 | 67 | 15 |

### Internationellt
| År            | Lag            | Turnering     | Resultat      |    | Matcher | Mål | Assist | Poäng | Utv |
| ------------- | -------------- | ------------- | ------------- | -- | ------- | --- | ------ | ----- | --- |
| 2008          | Canada Ontario | U17           | 1             | 6  | 0       | 6   | 6      | 0     |     |
| 2008          | Kanada         | IH18          | 1             | 4  | 3       | 2   | 5      | 0     |     |
| 2009          | Kanada         | U18-VM        | 4:a           | 6  | 2       | 3   | 5      | 0     |     |
| 2012          | Kanada         | VM            | 5:a           | 7  | 2       | 2   | 4      | 4     |     |
| 2013          | Kanada         | VM            | 5:a           | 8  | 1       | 2   | 3      | 0     |     |
| 2015          | Kanada         | VM            | 1             | 10 | 2       | 8   | 10     | 0     |     |
| 2016          | Kanada         | VM            | 1             | 10 | 2       | 6   | 8      | 2     |     |
| 2016          | Kanada         | WCH           | 1             | 6  | 0       | 0   | 0      | 0     |     |
| 2017          | Kanada         | VM            | 2             | 10 | 6       | 3   | 9      | 0     |     |
| 2018          | Kanada         | VM            | 4:a           | 10 | 4       | 0   | 4      | 2     |     |
| 2025          | Kanada         | VM            | 5:a           | 8  | 2       | 2   | 4      | 4     |     |
| Junior totalt | Junior totalt  | Junior totalt | Junior totalt | 16 | 5       | 11  | 16     | 0     |     |
| Senior totalt | Senior totalt  | Senior totalt | Senior totalt | 69 | 19      | 24  | 43     | 12    |     |